# Valea Bistrei
Valea Bistrei – wieś w Rumunii, w okręgu Caraș-Severin, w gminie Zăvoi. W 2011 roku liczyła 349 mieszkańców. 